# Otoporpa polystriata
Otoporpa polystriata is een hydroïdpoliep uit de familie Aeginidae. De poliep komt uit het geslacht Otoporpa. Otoporpa polystriata werd in 1978 voor het eerst wetenschappelijk beschreven door Hsu & Chang. 